# کیرووو (بلغارستان)
کیرووو (به بلغاری: Kirovo) یک منطقهٔ مسکونی در بلغارستان است که در استان بورگاس واقع شده‌است.